# Calliaqua
Calliaqua es una localidad de San Vicente y las Granadinas, tiene 24,000 habitantes. Sus costas se encuentran bañadas por el mar Caribe.
Se encuentra en el extremo sur de la isla principal de San Vicente, cerca del extremo sur de la isla.  La población habla inglés.
La ciudad alberga un mercado de pesca local, una cancha de baloncesto, un campo de deportes, así como restaurantes y bares.

## Personas notables
- El actor Franklyn Seales, conocido por su interpretación de Dexter Stuffins en la comedia de situación de la década de 1980 Silver Spoons , nació en Calliaqua.[2]

## Referencias

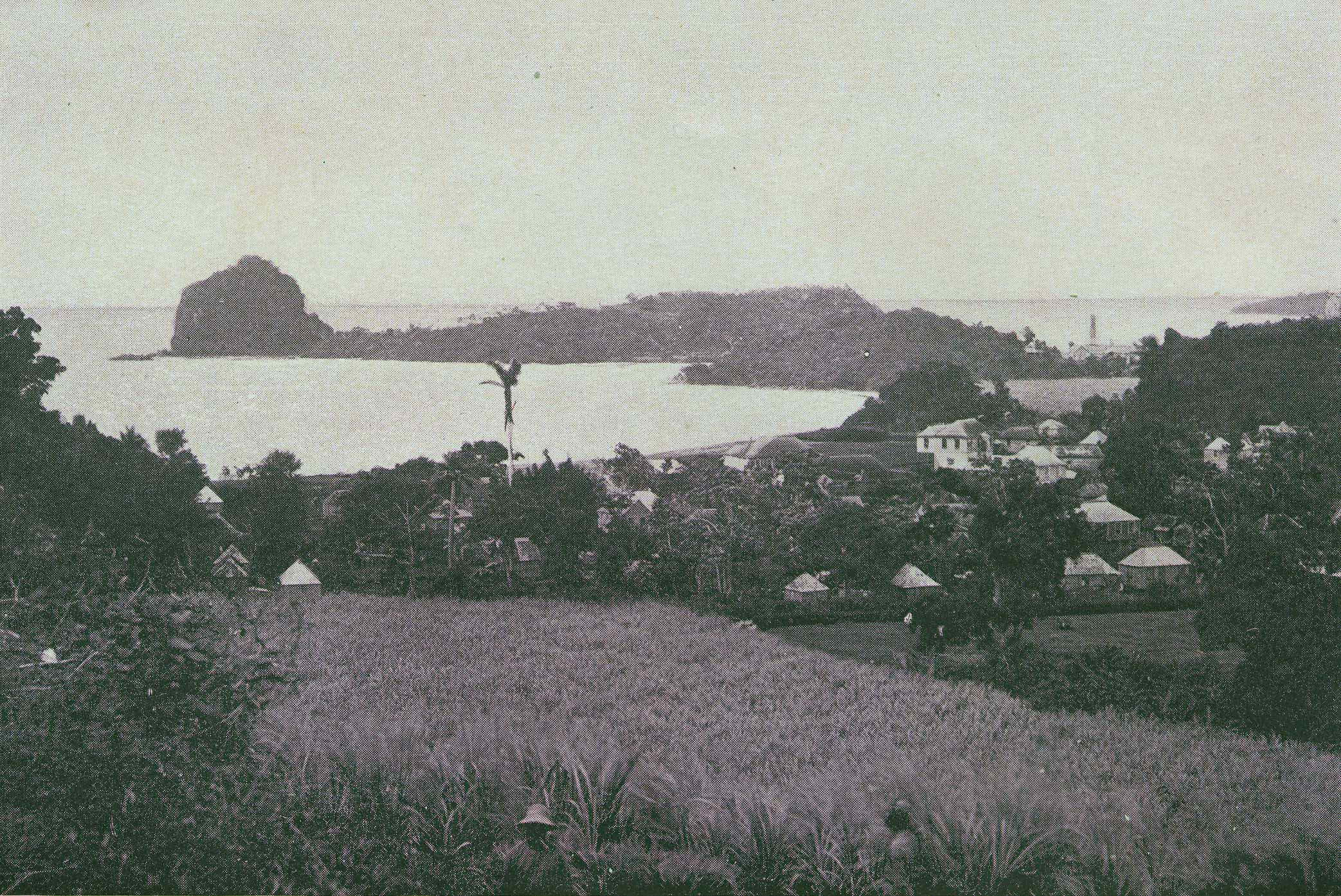
Una foto de la ciudad